# Gövhər Qazıyeva

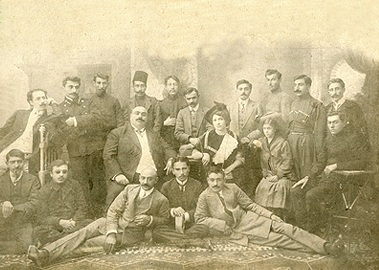
Gövhər Qazıyeva und Mirzəağa Əliyev mit den Schauspielern des Eriwaner Theaters, 1911

Gövhər Qazıyeva (aserbaidschanisch Gövhər Əhməd qızı Qazıyeva; * 1887 in Tiflis, Gouvernement Tiflis, Russisches Kaiserreich; † 1960 in Aserbaidschan, Iran) war eine aserbaidschanische Bühnenschauspielerin, die unter dem Künstlernamen Göyərcin (Taube) auftrat.

## Leben
Gövhər Qazıyeva wurde 1887 in Tiflis in eine intellektuelle Familie geboren. Nach dem Abschluss der Mittelschule in Tiflis absolvierte sie dort das Institut für edle Mädchen und erhielt eine Ausbildung in Russisch und Aserbaidschanisch.
In der Theaterszene von Tiflis im späten 19. und frühen 20. Jahrhundert traten auch aserbaidschanische Amateurschauspieler häufig auf. Zu dieser Zeit waren mehrere aserbaidschanische Theatertruppen in Tiflis tätig. Die wichtigsten von ihnen waren die Dram cəmiyyəti unter der Leitung von Mirzəli Abbasov und die Truppe Səadət (Glück) unter der Leitung von Həbib bəy Köçərli. Gövhər, die 1906 ihre Bühnenkarriere begann, trat in beiden Truppen erfolgreich auf. Die erste Aufführung, an der die erste aserbaidschanische Schauspielerin am Tifliser Theater teilnahm, war Nəcəf bəy Vəzirovs Tragödie Müsibəti-Fəxrəddin. Aufgeführt am 9. Oktober 1910, war das Stück ein großer Erfolg. Am 30. Oktober desselben Jahres führte die Theatergruppe Səadat das Stück Gaveyi-ahəngər von Sami Frashëri (Şəmsəddin Sami) auf. Gövhərs Bekanntheit verbreitete sich bald im ganzen Kaukasus. Nachdem Bakuer Zeitungen mehrere Artikel über Gövhər geschrieben hatten, lud die Nicat-Gesellschaft sie nach Baku ein.
Gövhərs Repertoire war breit und vielfältig. Neben Heinrich Heines Almansor, Lokhmanovas Tod des Napoleon und Namig Kamals Qara bəla (Schwarzes Übel) trat sie auch in Stücken aserbaidschanischer Dramatiker auf. Sie spielte die Rolle von Gülcahan in Nəriman Nərimanovs Stück Nadir Şah, Hafizə in Əbdürrəhim bəy Haqverdiyevs Stück Pəri Cadu (Die Zauberin Peri), Mehri in der Tragödie Bəxtsiz cavan (Unglücklicher junge Mann), Pərizad in Zülfüqar Hacıbəyovs Evliykən subay (Ledig trotz Ehe). Gövhər Gazıyeva, die in Üzeyir Hajıbəyovs O olmasın, bu olsun (Wenn nicht jene, dann eben diese) die Rolle der Gülnaz und in Leyli und Məjnun die Rolle der Leyli spielte, konnte diese Darstellungsbilder auf der Bühne auf einzigartige Weise wiedergeben.
Am 26. bis 30. Mai 1911 fand in Tiflis das Benefiz von Gövhər Gazıjeva statt. An diesem Abend wurde zum ersten Mal das Stück On bir yaşlı arvad (Elfjährige Frau) von Zülfügar Hajıbəyov gezeigt. Der Auftritt einer aserbaidschanischen Frau auf der Bühne zog jedoch Kritik von Teilen der Bevölkerung und Geistlichen auf sich, die sich gegen den Auftritt einer muslimischen Frau wandten. Gövhər Gazıyeva trat zusammen mit vielen prominenten Schauspielern der aserbaidschanischen Theaterszene auf – Hüseyn Ərəblinski, Mirzəağa Əliyev, Hüseynqulu Sarabski, Mirseyfəddin Kirmanşahlı und anderen. Seine Zusammenarbeit mit Mirzəağa Əliyev fand zum ersten Mal in Tiflis in dem Stück Əlli yaşında cavan (Fünfzigjähriger Junge) statt. Noch erfolgreicher waren sie in Eriwan.
Aus der künstlerischen Freundschaft von Mirzəağa Əliyev und Gövhər Gazıyeva wurde später eine Liebesbeziehung. Im Mai 1912 heirateten sie und zogen nach Baku. Nach ihrer Heirat erlaubte Əlijev seiner Frau nicht, auf der Bühne aufzutreten. Infolge von Provokationen durch die zaristischen Behörden wurde Mirzəağa Əliyev im selben Jahr nach Astrachan im Exil geschickt. Später wurden er und Gövhər geschieden. Sie ging 1913 nach Polen und trat in die St. Sophia Medizinschule in Warschau ein. Im Jahr 1915 schloss sie diese Schule für Geburtshilfe ab und kehrte nach Baku zurück. 1915 veröffentlichte die Zeitung Bəsirət eine Anzeige über den Beginn der beruflichen Tätigkeit der Hebamme Gövhər Əlijeva.
Später ging sie auf Initiative des Schauspielers und Regisseurs Mirseifəddin Kirmanşahlı in den Iran, wo sie begann, dauerhaft zu leben. Im Jahr 1937 kam Gövhər für einige Tage nach Baku. Ihr zu Ehren wurde das Stück Almaz von Cəfər Cabbarlı aufgeführt. Am selben Tag traf Qazıyeva ihren Sohn Ismail, den sie 15 Jahre lang nicht gesehen hatte.
Gövhər Qazıyeva starb 1960 in Aserbaidschan, Iran.